# Alectryon
Alectryon é um género botânico pertencente à família Sapindaceae.

## Espécies
| - Alectryon affinis - Alectryon bleeseri - Alectryon canescens - Alectryon cardiocarpus - Alectryon carinatum - Alectryon celebicus - Alectryon coriaceum - Alectryon diversifolia - Alectryon excelsus | - Alectryon excisus - Alectryon ferrugineum - Alectryon fuscus - Alectryon glabrum - Alectryon grandifolius - Alectryon grandis - Alectryon inaequilaterus - Alectryon kangeanensis - Alectryon kimberleyanus | - Alectryon laeve - Alectryon macrococcum - Alectryon macrophyllus - Alectryon mahoe - Alectryon mollis - Alectryon myrmecophilus - Alectryon ochraceus - Alectryon oleifolius - Alectryon ramiflorus | - Alectryon repando-dentatus - Alectryon reticulatus - Alectryon samoensis - Alectryon semicinereum - Alectryon serratum - Alectryon sphaerococcum - Alectryon strigosus - Alectryon subcinereum - Alectryon subdentatum | - Alectryon tomentosum - Alectryon unilobatus |